# Prix littéraires du Gouverneur général 1974
Liste des Prix littéraire du Gouverneur général pour 1974, chacun suivi du gagnant.

## Français
- Prix du Gouverneur général : romans et nouvelles de langue française : Victor-Lévy Beaulieu, Don Quichotte de la démanche.
- Prix du Gouverneur général : poésie ou théâtre de langue française : Nicole Brossard, Mécanique jongleuse suivi de Masculin grammaticale.
- Prix du Gouverneur général : études et essais de langue française : Louise Dechêne, Habitants et marchands de Montréal au XVIIe siècle.

## Anglais
- Prix du Gouverneur général : romans et nouvelles de langue anglaise : Margaret Laurence, The Diviners.
- Prix du Gouverneur général : poésie ou théâtre de langue anglaise : Ralph Gustafson, Fire on Stone.
- Prix du Gouverneur général : études et essais de langue anglaise : Charles Ritchie, The Siren Years.